# Урей (приток Мокши)
Урей (Урейка) — река в России, протекает в Атюрьевском, Краснослободском и Темниковском районах Республики Мордовия. Устье реки находится в 258 км по левому берегу реки Мокша. Длина реки составляет 47 км, площадь водосборного бассейна — 455 км². В верховьях также называется Урейка.
Исток реки южнее деревни Русские Парки в 14 км к северо-востоку от Атюрьева. В верховьях образует границу Атюрьевского и Краснослободского районов, затем некоторое время течёт по Краснослободскому, среднее и нижнее течение расположены в Темниковском районе. Течёт последовательно на северо-восток, север и северо-запад. Река протекает село Селищи, деревни Тройни и Байкеево (Краснослободский район); сёла Булаево, Урей 3-й, Старый Ковыляй, деревни Айсино, Максимовка, Чекаевка, Буртасы, Рощино (Темниковский район). В нижнем течении соединён сетью мелиоративных канав с нижним течением реки Большой Аксел. Впадает в Мокшу напротив села Митрялы.

### Притоки (км от устья)
- 25 км: река Чукалка
- 29 км: река Студенец
- 40 км: река Парка

## Данные водного реестра
По данным государственного водного реестра России относится к Окскому бассейновому округу, водохозяйственный участок реки — Мокша от истока до водомерного поста города Темников, речной подбассейн реки — Мокша. Речной бассейн реки — Ока.
По данным геоинформационной системы водохозяйственного районирования территории РФ, подготовленной Федеральным агентством водных ресурсов:
- Код водного объекта в государственном водном реестре — 09010200112110000027889
- Код по гидрологической изученности (ГИ) — 110002788
- Код бассейна — 09.01.02.001
- Номер тома по ГИ — 10
- Выпуск по ГИ — 0